# 일레븐나인의 음반
이 부분의 본문은 일레븐나인에서 발매한 음반 목록이다.

## 2010년대
- 2016년 5월 17일 세븐 - 몬스터 OST Part.2[1]
- 2016년 7월 7일 세븐 - [Japan Digital Single] Rainbow
- 2016년 7월 7일 세븐 - [Digital Single] 괜찮아[2]
- 2016년 10월 14일 세븐 - I AM SE7EN
- 2016년 12월 7일 세븐 - Danger Man
- 2017년 10월 29일 김희수, 김소연, 조여운 - [Digital Single] 믹스나인 Part.1
- 2017년 11월 19일 김희수,김소연,조여운 - [Digital Single] 믹스나인 Part.3
- 2018년 11월 25일 세븐 - [Digital Single] Scared
- 2019년 2월 12일 세븐 - [Digital Single] COLD